# Domenico Montagnana
Pour les articles homonymes, voir Montagnana (homonymie).
Domenico Montagnana, né le 24 juin 1686 à Lendinara et mort le 6 mars 1750 à Venise, est un luthier italien qui fabriquait des violons, violoncelles, contrebasses et altos.
Il est connu pour la qualité de ses violoncelles, comparables à ceux des luthiers de Crémone.

## Biographie
Domenico Montagnana naît à Lendinara en 1686. Son père Paolo était un cordonnier. Montagnana arrive à Venise à ses quinze ans, en 1701, mais au lieu d'apprendre chez Matteo Goffriller, maître de l'école vénitienne de lutherie, il étudie à l'atelier de Matteo Sella,. Il ouvre par la suite son propre magasin en 1712, rue degli Stagneri (en italien : Calle degli Stagneri) à Venise. Le magasin portait l'enseigne Alla Cremona.
Il rencontre Caterina Berti, une femme vivant dans le quartier San Bartolomeo, où se situe son atelier, et l'épouse peu après. Le couple a six enfants. À la suite de la naissance de leur dernier enfant, Caterina a commencé à souffrir de paralysie, ce qui engendré sa mort en 1748. Sa mort a éprouvé Montagnana, qui lors de la maladie de sa femme passait déjà beaucoup de temps enfermé dans son atelier. L'état de santé du luthier se dégrade rapidement, et rendu en février 1750, il était déjà forcé de rester au lit. Son certificat de décès spécifie qu'il est mort un mois après avoir été confiné au lit, des suites d'une hypocondrie.
Après sa mort, son atelier passe aux mains de Giorgio Serafin, fils du luthier Sanctus Seraphin (en). Un festival de musique en son honneur a été organisé à Lendinara entre 2005 et 2013. La place devant le théâtre municipal de Lendinara porte son nom (Piazzetta Domenico Montagnana).

## Instruments
Montagnana a aussi fabriqué des contrebasses.
Beaucoup de ses instruments sont encore utilisés au XXIe siècle, et plusieurs musiciens de renom en ont joué. On peut compter entre autres Lionel Tertis, Lynn Harrell, Mischa Maisky, Truls Mørk, Alfred Wallenstein, Steven Isserlis, Raphael Wallfisch, Yo-Yo Ma, Paul Watkins (en), Maurice Eisenberg, Emanuel Feuermann, Olivia Gay,Orlando Cole (en), Nathaniel Rosen (en), Virgil Boutellis-Taft, Sylvia Lent (en), Ralph Kirshbaum (en), Heinrich Schiff, Stephen Kates (ru), Daniel Saidenberg (ru), Boris Andrianov (ru), Jean-Guihen Queyras, Gregor Piatigorsky et István Várdai (hu).
Le record de vente d'un de ses instruments est de 903 924 $ (USD), pour un violon vendu en 2010.

### Instruments célèbres

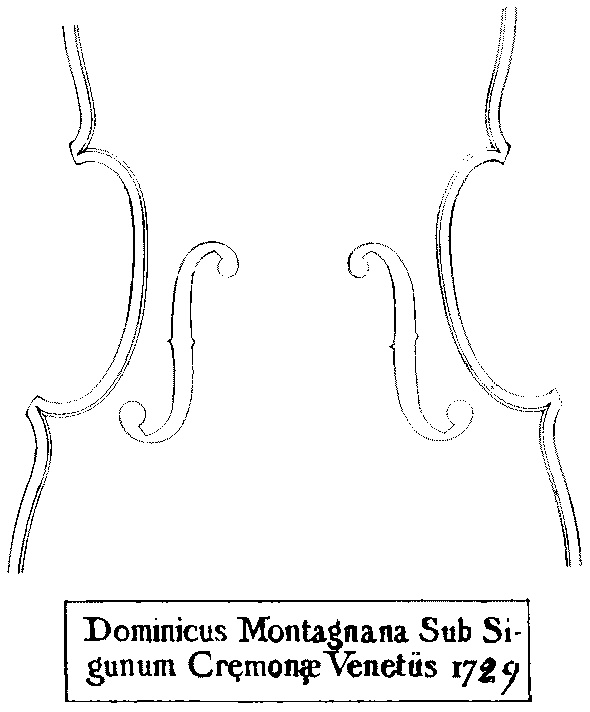
Croquis d'un violon de Domenico Montagnana.

### Violoncelles
- Domagnana (1710) : Ayant appartenu à Guilhermina Suggia ;
- Esquire (1723) : En prêt à Harriet Krijgh (en) ;
- Petunia (1733) : Appartient à Yo-Yo Ma ;
- Ex-Romberg (1733) : En prêt à Raphael wallfisch ;
- Feuermann (1735) : Appartient à un collectionneur suisse, mais a appartenu à Emmanuel Feuermann ;
- Ex-Servais (1738) : Appartient à Nathaniel Rosen, mais a appartenu à Adrien-François Servais ;
- Kates-Hancock (1739) : Ayant appartenu à Stephen Kates jusqu'en 2003[7] ;
- Sleeping Beauty (1739) : Appartient à Heinrich Schiff ;
- Baron Steinheil (1740) : Statut inconnu ;
- Duchess of Cleaveland (1740) : Statut inconnu.

### Violons
- Mackenzie (1721) : Statut inconnu ;
- Ex-Bloomfield (1731) : Statut inconnu ;
- Ex-Régis Pasquier (1742) : Joué par Virgil Boutellis-Taft.